# EN247

## Cascais - Peniche (proximidades)
A EN 247 é uma estrada nacional de Portugal e está localizada no distrito de Leiria e no distrito de Lisboa.
Esta estrada tem uma descontinuídade entre Ribamar (km 16), concelho de Lourinhã e Bombardeira (km 23), concelho de Torres Vedras, apesar de existir ligação por algumas estradas entre estas duas localidades, as mesmas estradas estão classificadas como Estradas Municipais.
Esta estrada liga a cidade de Peniche à cidade de Cascais num total de 117km.
Rede Nacional
Peniche-Torres Vedras - devido à não construção da IC11, por atravessar diversas explorações agrícolas, a EN 247 se mantém na Rede Nacional.

Rede Regional
Lourinhã - São Pedro da Cadeira - Ericeira - Sintra - Colares - Areia. No troço entre Sintra e Colares segue paralela à linha do elétrico de Sintra, cruzando-se com esta na Ponte Redonda sobre a Ribeira de Colares.

## Percurso

### Peniche (Proximidades) - Cascais
| Nome da Saída/Localidade Intermédia | Estrada que liga |
| ----------------------------------- | ---------------- |
| Cascais                             | N6               |
| Sintra                              | N9               |
| Ericeira                            | N116             |
| Praia de Santa Cruz                 | N9               |
| Lourinhã                            | N 8-2 N 361      |
| Caminho da Foz                      | N 247-1          |
| IP 6 / Peniche                      | IP 6             |